# Gelastreutes
Gelastreutes is een geslacht van kreeftachtigen uit de klasse van de Malacostraca (hogere kreeftachtigen).

## Soort
- Gelastreutes crosnieri Bruce, 1990